# Anna Cydrichová
Anna Cydrichová (19. července 1903 Rouchovany – 15. září 1994 Rouchovany) byla česká spisovatelka.

## Z díla
Anna Cydrichová psala básničky, pohádky, přispívala např. do zahraničního Dětského koutku, který podporoval výuku češtiny ve školách v Chorvatsku.

### Zuzka
Tato autobiografická kniha je vzpomínkou autorky na její dětství v Rouchovanech. Vyprávění je zpestřováno příběhy ze života vesničanů. Dílo obsahem připomíná sérii knih o Gabře a Málince od Amálie Kutinové (* 1898), protože obě spisovatelky se narodily v Rouchovanech před 1. sv. válkou.
Kniha Zuzka je určena i dospělým čtenářům. Je zde vylíčen těžký život na vsi i s negativními stránkami, které takové sousedské soužití přináší, jako např. závist. V knížce se dozvíte o rouchovanské madoně, proč na věži nebyly umístěny čtvrté hodiny, o pašeráckém kameni, o návštěvě příbuzných z Ameriky, o ruském zajatci z 1. sv. války nebo o vzniku republiky.

### Princezna Kukuřička
Princezna Kukuřička je dětská hra o čtyřech obrazech
Děj se odehrává před školní zahradou, na které děti pěstují kukuřici, aby zjistili, který druh dá nejvyšší výnosy.
Ale nejdříve se musí vypořádat s krtky, kteří jim ničí jejich políčka.
Ve hře účinkují děti, včelky:
Bz bz bz!
My jsme včeličky, pilné dělničky.
Na květinky sedáme, slaďoučký med děláme.
Až vyroste kukuřice, rozvije se v květ,
větřík bude pofukovat a my kolem obletovat,

podiví se svět! Bz bz bz!

a také krtci a hraboši:
Hopsa, hejsa, do políčka pro nás roste kukuřička.

Budeme se dobře mít, tělíčko jak aksamit.
Děti na nás nepřijdou a nám bude hali hou.
Nkoho se nebojíme, pěkně si tu zatančíme.
Pak se dáme do práce, vyhrabem si paláce.

Cupy, cupy, cupy, cup, dupy, dupy, dupy dup!

Nakonec všechno dobře dopadne a zvítězí Jeník s odrůdou "Kočovská raná".
Z malého žlutého zrníčka vyroste princezna Kukuřička.

Má něžnou hlavičku, zlatý vlas, celá je zakletá v zelený klas.
Čeká na prince z pohádky, že mu dá zlaté copánky.
Přijde princ Podzim - zlomí zakletí, princeznu sevře v objetí.
Princ podzim odjel. Na cestu veze si princeznu nevěstu.

Ta se však vrátí - z jara - zakrátko, skončila hra, buď sbohem, pohádko!

## Předpověděla smrt Jana Masaryka?
Báseň nazvanou Žaluji Tatíčkovi napsala půl roku před vraždou Jana Masaryka

"Já se rozjedu,
kousíček rozběhnu,
na lánský hřbitůvek,
kde leží Tatíček.
Kytičku položím,
Otče náš pomodlím,
pak hlavu položím
na trávníček.
Tichounce zašeptám,
žaloby vypovím,
srdce své ukojím,
Tatíčka nevzbudím.
Požaluji mu já,
na syny národa,
že mu zabít chtěli
jediného syna.
Kdybych se rozkřikla,
tím, čím srdce hřímá,
On by se probudil,
prstem by zahrozil.
Špatnou politiku
máte na jazyku.
O srdci nemluvím,
tam zášť proti druhým.
Odkazu nedbáte,
stále se hádáte.
Podej ruku k smíru,
ihned bratru svému."